# Heteroconops gracilis
Heteroconops gracilis är en tvåvingeart som beskrevs av Krober 1915. Heteroconops gracilis ingår i släktet Heteroconops och familjen stekelflugor. Inga underarter finns listade i Catalogue of Life.